# Daniel Adams-Ray
Daniel David John Adams-Ray (født 18. august 1983) er en svensk sanger og sangskriver. Han er et tidligere medlem af duoen Snook sammen med Oskar Linnros.

## Diskografi

### Album
- Svart, vitt och allt däremellan – 2010
- Svart, vitt och allt däremellan - Live – 2011
- Innan vi suddas ut – 2013

### EP
- För er – 2016

### Singler
- Gubben i lådan – 2010
- Dum av dig – 2010
- Förlåt att jag aldrig sagt förlåt 2011
- Thinking of Sunshine – 2015
- Isabel – 2016
- Sitter på en dröm (med Oskar Linnros) – 2017